# Västerås konserthus

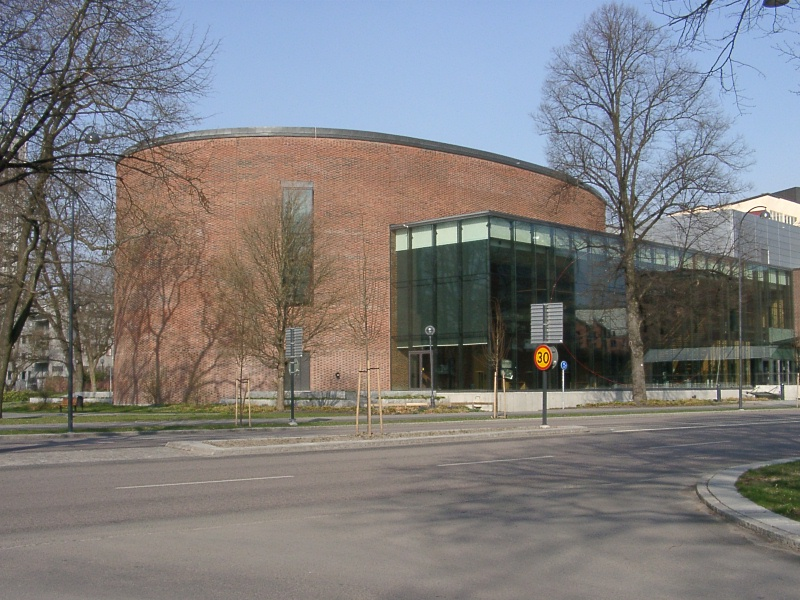

Västerås konserthus invigdes den 7 september 2002 av kung Carl XVI Gustaf. Första verksamhetsåret hade konserthuset cirka 86 000 besökare. Stora salen har 912 platser och den lilla salen cirka 200 platser. Västerås Konserthus är hemmascen för Västerås Sinfonietta och det framförs både lokal folkmusik och ordnas uppträdanden med kända artister.
Konserthuset, som ligger i Vasaparken, byggdes på kort tid. Den 1 februari 2001 togs beslut om projektering i Västerås kommunstyrelse. Den 14 maj 2001 påbörjades bygget och den 7 september året efter, 2002, hölls invigningen. Konserthuset är ritat av Archus Arkitekter med Johnnie Pettersson som ansvarig arkitekt. Handläggande arkitekt var Erik Bruhn. För akustiken ansvarade Jan-Inge Gustafsson.
Konserthuset inrymmer en restaurang, driven av Västerås Kongress.